# Чобан Хасан
Чобан Хасан е турски бунтовник, участвал в размириците в Източна България през 1879 – 1880 година.
Още от края на Руско-турската война Чобан Хасан ръководи въоръжена група в Тузлука, която се ползва с широка подкрепа сред местното турско население, изгражда мрежа от скривалища и сътрудници из селата и събира данъци от българските села. С голямата си и добре въоръжена чета той многократно влиза в престрелки с части на армията и жандармерията.
През април 1880 година напрежението в района нараства, след като българската армия се опитва да установи границата с Източна Румелия в Източна Стара планина, поставяйки под свой контрол 13 турски села, и среща съпротивата на местното население. На 24 април, когато много турци от района, сред които и групата на Чобан Хасан, се събират в село Ахли, българска рота, заедно с голям брой въоръжени цивилни българи, завзема почти празното село Белово. На следващия ден Белово е обградено от стотици турци, около 200 от тях въоръжени, водени от Чобан Хасан. При последвалото сражение са дадени няколко жертви, но българските части успяват да задържат контрола над селото.
Преследван от армията, малко след инцидента в Белово Чобан Хасан е принуден да се прехвърли в Източна Румелия. Засиленият контрол по границата не му дава възможност да се върне и малко по-късно е убит.